# Annaphila macfarlandi
Annaphila macfarlandi är en fjärilsart som beskrevs av John S. Buckett och Bauer 1964. Annaphila macfarlandi ingår i släktet Annaphila och familjen nattflyn. Inga underarter finns listade i Catalogue of Life.